# アッドルプ
アッドルプ（ドイツ語：Addrup）は、ドイツ連邦共和国ニーダーザクセン州クロッペンブルク郡の村。

## 地理
アッドルプは北側から反時計回りにエッセンのカルホルン、べーヴェルン、ウプトローとグート・ラーゲに接している。村の東はフェヒタ郡のバクム地区・リュシェ村と接する。クロッペンブルク郡とフェヒタ郡の境界にあり、オルデンブルガー・ミュンスターラント地方の真ん中にあたる。

## 歴史
アッドルプが最初に文献に現れるのは950年のことで、当時はアダトホルペ（Adathorpe）という名称であった。その後、何度か名前が変わり、1340年にはアッドルペ（Addorpe）、1376年にはアドルペ（Adorpe）となった。中世にはテクレンブルク伯爵の領地となり、その法域（Freigericht）が置かれた。その後、ミュンスター司教領からオルデンブルク公国へと移り、ナポレオン戦争中にはフランスに併合されて上エムス県の一部となった。ウィーン会議の結果オルデンブルクの君主号が大公に改められてオルデンブルク大公国となり、ドイツ革命によりオルデンブルク自由州、ナチス・ドイツ時代にはヴェーザー＝エムス大管区の一部となった。現在はニーダーザクセン州に属している。
1987年には村民らによりゲーペル（ホースミル：馬を回転軸に取り付けた腕木に繋ぎ、その周りを歩かせることで回転力を得て穀物を挽いたりするのに利用するもの）や滑り台、東屋などを備えた広場、ゲーペルプラッツが設けられた。
古文書から、家系図を500年以上前まで遡れる家族が8家族あることが分かっている。

## 人物
- カスパル・ ヘンリー ・ボルゲス（1824年−1890年）、 デトロイト司教区の司教
- クレメンス・グローセ・マッケ（1956年−）、元ニーダーザクセン州議会議員（ドイツ語版、英語版）